# Gasques
Gasques település Franciaországban, Tarn-et-Garonne megyében. Lakosainak száma 406 fő (2022. január 1.). Gasques Clermont-Soubiran, Grayssas, Castelsagrat, Goudourville, Perville, Saint-Clair és Valence községekkel határos.

## Népesség
A település népességének változása:
| Lakosok száma | 424  | 411  | 422  | 412  | 410  | 409  | 407  | 404  | 406  |
|               | 2013 | 2015 | 2016 | 2017 | 2018 | 2019 | 2020 | 2021 | 2022 |